# 愛知県立高浜高等学校
愛知県立高浜高等学校（あいちけんりつ たかはまこうとうがっこう）は、愛知県高浜市本郷町一丁目にある公立高等学校。

## 沿革
- 1954年（昭和29年） - 愛知県立刈谷商業家庭高等学校高浜分校として開講。
- 1966年（昭和41年） - 愛知県立碧南高等学校へ所属変更。
- 1968年（昭和43年） - 愛知県立碧南高等学校高浜分校から独立し、愛知県立高浜高等学校（普通科、家政科）となる。
- 1995年（平成7年） - 福祉科を開設。家政科募集停止。

## 教育目標
- 正しく判断し、豊かに感じ、強く明るく生きる。

## 最寄り駅
- 名鉄三河線 三河高浜駅